# Рождественка (Шаранський район)
Рожде́ственка (рос. Рождественка, башк. Рождественка) — присілок у складі Шаранського району Башкортостану, Росія. Входить до складу Мічурінської сільської ради.
Населення — 151 особа (2010; 157 у 2002).
Національний склад:
- чуваші — 92 %